# Central European Football League 2020
La Central European Football League 2020 sarà la quindicesima edizione dell'omonimo torneo di football americano. La sua finale è denominata CEFL Bowl XV.
Avrà inizio l'11 aprile e si concluderà il 27 giugno .
La squadra vincitrice sarà nominata campione d'Europa, per la prima volta nella storia di questa competizione.

## Squadre partecipanti
| Club                     | Città            | Stadio             | Sponsor ufficiale | Risultato nella stagione 2019                                                 |
| ------------------------ | ---------------- | ------------------ | ----------------- | ----------------------------------------------------------------------------- |
| Badalona Dracs           | Badalona         |                    |                   | Campioni di Spagna                                                            |
| Black Panthers de Thonon | Thonon-les-Bains |                    |                   | Campioni di Francia                                                           |
| Calanda Broncos          | Coira            |                    |                   | Campioni della Svizzera; vicecampioni CEFL                                    |
| Copenhagen Towers        | Gentofte         |                    |                   | Vicecampioni di Danimarca                                                     |
| Koç Rams                 | Istanbul         |                    |                   | Campioni della Turchia                                                        |
| Kragujevac Wild Boars    | Kragujevac       |                    |                   | Campioni della Serbia                                                         |
| Moscow Spartans          | Mosca            |                    |                   | Campioni de facto di Russia; vincitori della CEFL Cup                         |
| Panthers Wrocław         | Breslavia        |                    |                   | Campioni della LFA                                                            |
| Seamen Milano            | Milano           |                    |                   | Campioni d'Italia                                                             |
| Stockholm Mean Machines  | Stoccolma        |                    |                   | Campioni di Svezia                                                            |
| Tirol Raiders            | Innsbruck        | Tivoli-Neu Stadion |                   | Campioni dell'Austria; vincitori del CEFL Bowl; campioni d'Europa             |
| Vienna Vikings           | Vienna           |                    |                   | Vicecampioni dell'Austria; vincitori dell'ECTC Playoff; vicecampioni d'Europa |

## Tabellone
|  | Primo turno              | Primo turno    |                  |               | Quarti di finale | Quarti di finale |  |  | Semifinali | Semifinali |  |  | CEFL Bowl XV | CEFL Bowl XV |
|  |                          |                |                  |               |                  |                  |  |  |            |            |  |  |              |              |
|  |                          |                |                  |               | 9 maggio 2020    |                  |  |  |            |            |  |  |              |              |
|  | 25 aprile 2020           |                |                  |               |                  |                  |  |  |            |            |  |  |              |              |
|  | Tirol Raiders            |                |                  |               |                  |                  |  |  |            |            |  |  |              |              |
|  | Seamen Milano            |                | 6 giugno 2020    | 6 giugno 2020 |                  |                  |  |  |            |            |  |  |              |              |
|  | Seamen Milano            | TBD            | 6 giugno 2020    | 6 giugno 2020 |                  |                  |  |  |            |            |  |  |              |              |
|  | Moscow Spartans          |                |                  | TBD           |                  |                  |  |  |            |            |  |  |              |              |
|  | Moscow Spartans          | 9 maggio 2020  |                  | TBD           |                  |                  |  |  |            |            |  |  |              |              |
|  | 25 aprile 2020           | 25 aprile 2020 |                  | TBD           |                  |                  |  |  |            |            |  |  |              |              |
|  | 25 aprile 2020           | 25 aprile 2020 | Vienna Vikings   | TBD           |                  |                  |  |  |            |            |  |  |              |              |
|  | Kragujevac Wild Boars    |                |                  |               | 27 giugno 2020   | 27 giugno 2020   |  |  |            |            |  |  |              |              |
|  | Kragujevac Wild Boars    | TBD            |                  |               | 27 giugno 2020   | 27 giugno 2020   |  |  |            |            |  |  |              |              |
|  | Koç Rams                 |                |                  | TBD           |                  |                  |  |  |            |            |  |  |              |              |
|  | Koç Rams                 | 9 maggio 2020  |                  | TBD           |                  |                  |  |  |            |            |  |  |              |              |
|  | 25 aprile 2020           | 25 aprile 2020 |                  | TBD           |                  |                  |  |  |            |            |  |  |              |              |
|  | 25 aprile 2020           | 25 aprile 2020 | Panthers Wrocław | TBD           |                  |                  |  |  |            |            |  |  |              |              |
|  | Copenhagen Towers        |                | 6 giugno 2020    | 6 giugno 2020 |                  |                  |  |  |            |            |  |  |              |              |
|  | Copenhagen Towers        | TBD            | 6 giugno 2020    | 6 giugno 2020 |                  |                  |  |  |            |            |  |  |              |              |
|  | Stockholm Mean Machines  |                |                  | TBD           |                  |                  |  |  |            |            |  |  |              |              |
|  | Stockholm Mean Machines  | 10 maggio 2020 |                  | TBD           |                  |                  |  |  |            |            |  |  |              |              |
|  | 11 aprile 2020           | 11 aprile 2020 |                  | TBD           |                  |                  |  |  |            |            |  |  |              |              |
|  | 11 aprile 2020           | 11 aprile 2020 | Calanda Broncos  | TBD           |                  |                  |  |  |            |            |  |  |              |              |
|  | Black Panthers de Thonon |                |                  |               |                  |                  |  |  |            |            |  |  |              |              |
|  |                          | TBD            |                  |               |                  |                  |  |  |            |            |  |  |              |              |
|  | Badalona Dracs           |                |                  |               |                  |                  |  |  |            |            |  |  |              |              |
|  |                          |                |                  |               |                  |                  |  |  |            |            |  |  |              |              |

## Calendario

### Primo turno
| 11 aprile 2020 | Black Panthers de Thonon | – | Badalona Dracs |  |

| 25 aprile 2020 | Seamen Milano | – | Moscow Spartans |  |

| 25 aprile 2020 | Copenhagen Towers | – | Stockholm Mean Machines |  |

| 25 aprile 2020 | Kragujevac Wild Boars | – | Koç Rams |  |

### Quarti di finale
| 9 maggio 2020 | Tirol Raiders | – | TBD |  |

| 9 maggio 2020 | Vienna Vikings | – | TBD |  |

| 9 maggio 2020 | Panthers Wrocław | – | TBD |  |

| 10 maggio 2020 | Calanda Broncos | – | TBD |  |

### Semifinali
| 6 giugno 2020 | TBD | – | TBD |  |

| 6 giugno 2020 | TBD | – | TBD |  |

## CEFL Bowl XV
| 27 giugno 2020 | TBD | – | TBD |  |